# George Willard Coy

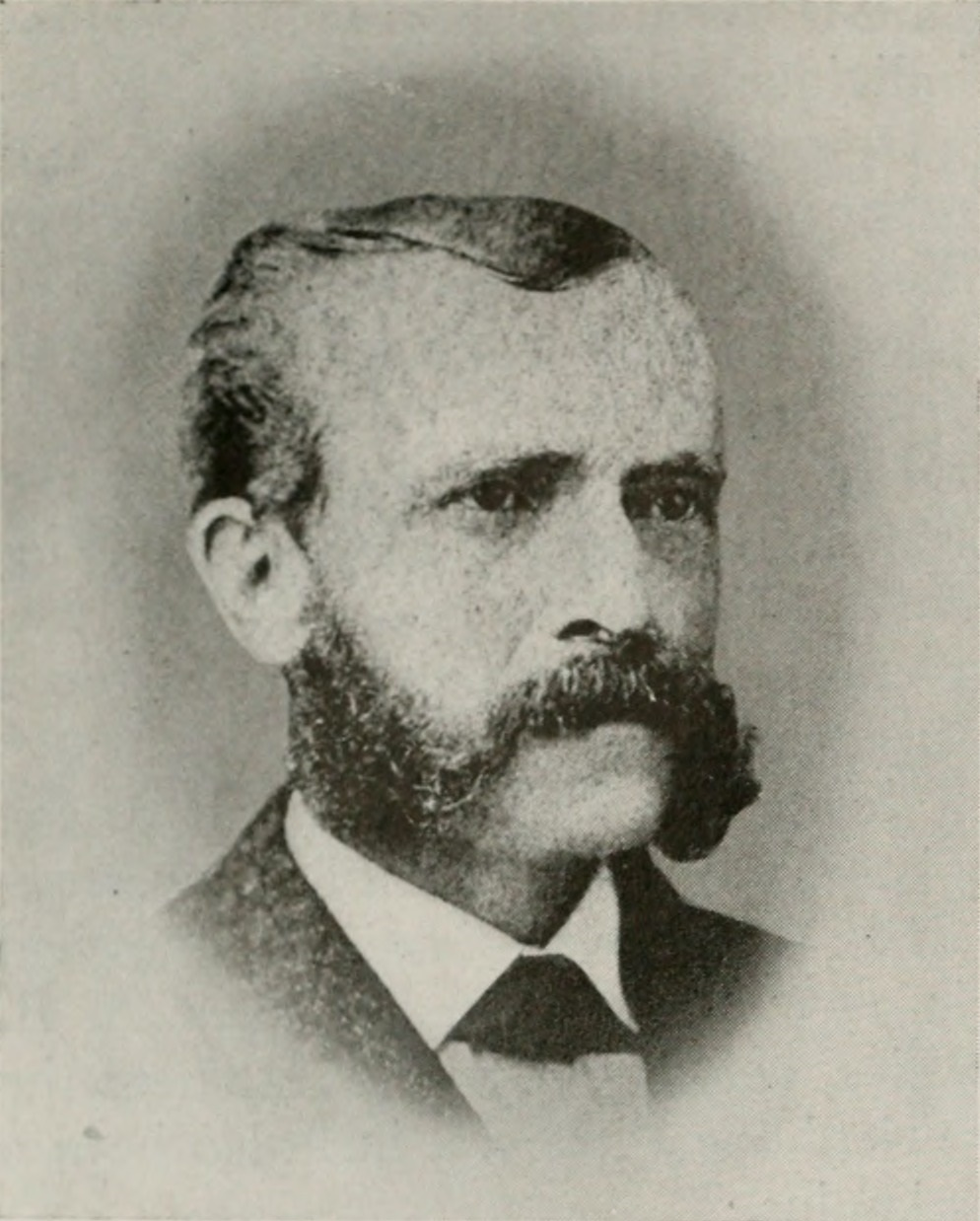
George Willard Coy (1922)

George Willard Coy (* 13. November 1836 in Freedom, Maine; † 15. oder 23. Januar 1915 in Revere, Massachusetts) war ein  US-amerikanischer Mechaniker, Erfinder und Unternehmer. Er betrieb seit 1878 die erste kommerzielle Telefon-Vermittlungsstelle und war an der Produktion des ersten Telefonbuchs beteiligt.

## Telefonvermittlung
Am 28. Januar 1878 ging in New Haven, Connecticut, die erste Telefon-Vermittlungsstelle in Betrieb. Sie wurde von Coy, Herrick P. Frost und Walter Lewis und mit einer Investition von 600 Dollar eingerichtet; die Vermittlungsapparatur wurde von Coy entwickelt und gebaut. Das Unternehmen erhielt den Namen District Telephone Company of New Haven. Coy übernahm den Vermittlungsbetrieb und wurde damit zum weltweit ersten operator, Frost zum ersten angestellten operator. Den anfänglich 21 Kunden der Gesellschaft standen acht Telefonleitungen zur Verfügung. Nach dem Ausscheiden von Lewis verkauften Coy und Frost mit zunehmendem Kapitalbedarf eine Sperrminorität an den Investor Jay Gould. Aus der Gesellschaft entstand 1882 die Southern New England Telephone Company.

## Telefonbuch
Coy war an der Publikation des weltweit ersten Telefonbuchs am 21. Februar 1878 beteiligt. Es bestand aus einem einzigen Blatt Papier und enthielt 50 Namen. Produziert wurde es von Coy und den Finanziers der District Telephone Company.

## Belege
1. ↑  Joseph Nathan Kane, Famous first facts. A record of first happenings, discoveries and inventions, 1. Auflage New York 1933, zitiert nach der 3. Auflage New York 1964, S. 600, dort unter Verweis auf den Telephone Almanac von AT&T ohne weitere Angaben. Der Widerspruch, dass Frost einerseits angestellt, andererseits Mitgründer und -verkäufer der Telefongesellschaft war, ist in der Quelle nicht aufgelöst.
2. ↑  Online-Ausstellung, aufgerufen am 3. September 2008 Archivlink (Memento vom 18. September 2007 im Internet Archive)
3. ↑  Tom Buckely, SBC SNET Celebrating 125th Anniversary, in: CECA [Connecticut Educators Computer Association] Newsletter, Jahrgang 17 Heft 3 vom Januar/Februar 2003, S. 5,  PDF (Memento vom 31. Juli 2007 im Internet Archive)